# Parhällarna
Parhällarna är öar i Finland. De ligger i Finska viken och i kommunen Lovisa i landskapet Nyland, i den södra delen av landet. Öarna ligger omkring 64 kilometer öster om Helsingfors.
Arean för den av öarna koordinaterna pekar på är 0,2 hektar och dess största längd är 100 meter i sydöst-nordvästlig riktning.